# Liebherr-Mischtechnik
Die Liebherr-Mischtechnik GmbH ist ein Teil der Liebherr-Unternehmensgruppe in Bad Schussenried im Landkreis Biberach und Spartenobergesellschaft für alle Aktivitäten in diesem Bereich.

## Geschichte

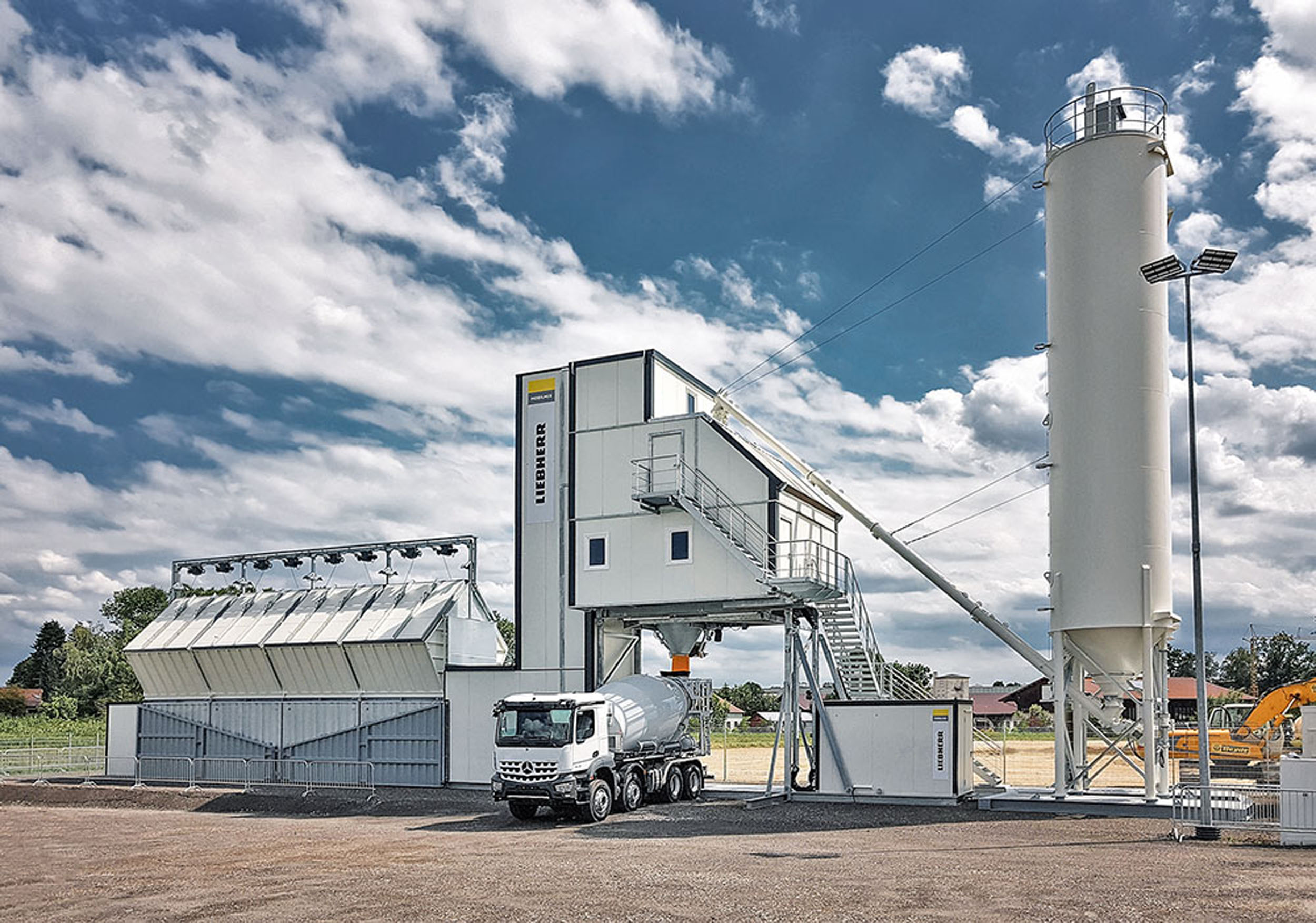
Liebherr-Betonmischanlage

Liebherr-Mischtechnik besteht als eigene Produktionsgesellschaft seit 1954. Die Fahrmischerproduktion wurde im Jahre 1967 realisiert. Neben vielen Niederlassungen auf der ganzen Welt befinden sich in Thailand, Brasilien und China weitere Produktionsstätten für Fahrmischer und Betonmischanlagen.
In Schussenried umfasst die Mischtechnik eine Gesamtfläche von 257.000 m², davon 57.000 m² überdachte Hallenfläche. In den Produktionshallen werden Fahrmischer, Betonpumpen und Betonmischanlagen hergestellt.